# DRS

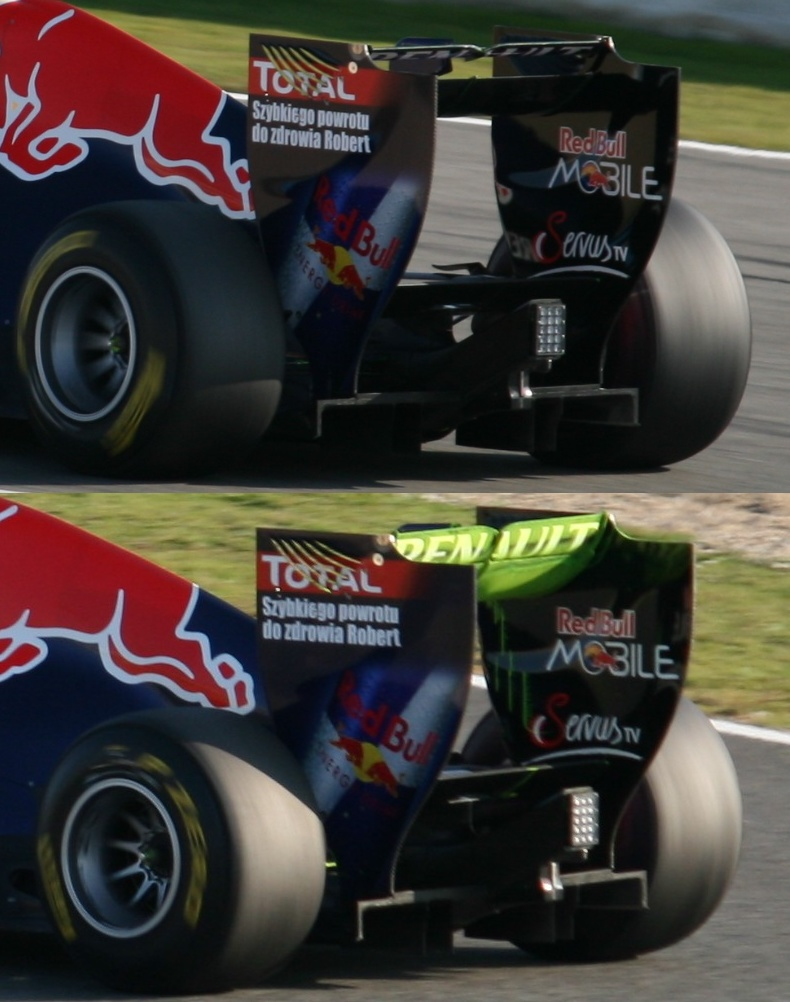
上图为DRS开启；下图为DRS关闭

DRS（英文全称：Drag Reduction System）译为减少空气阻力系统或者可变尾翼，是2011年世界一级方程式锦标赛引入的一项技术。该技术旨在通过调节尾翼的角度以减少空气阻力，从而使赛车获得更快的速度，以达到超车的目的，亦使比赛的观赏性大大增强。

## 原理
车手可以在赛道规定的区域使用方向盘上的按钮将赛车尾翼的角度调平，使得尾部的下压力减少，以减少空气阻力，从而使赛车获得更快的速度，因此有机会超越前面的赛车。
根据国际汽车联盟的估计，开启DRS会使速度增加10-12公里/时，DRS关闭可以增加更多的下压力，可以更好的过弯。

## 规则
DRS在以下情况下可以使用：

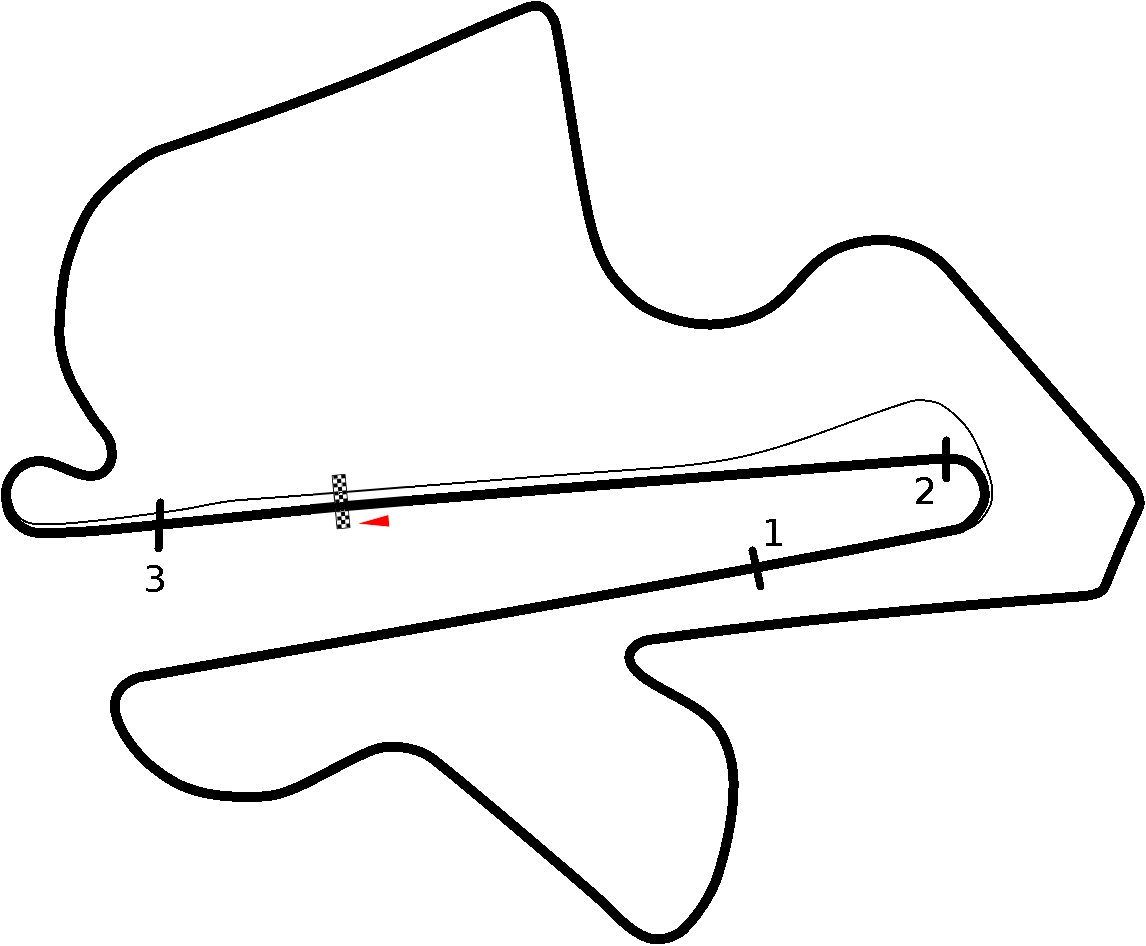
2011年雪邦赛道的DRS区域。1：DRS检测点 2：DRS啟用点 3：DRS停用点（一号弯刹车区之前）

- 后车和前车的时间差为一秒以内时后车可以启用（包括头车追赶慢车）
- 后车只能在赛道的规定的超车区域（DRS区域）使用
- 排位赛可在规定区域内使用DRS

此外，为保证安全：
- 比赛前两圈不能使用
- 安全车离开的后两圈不能使用
- 前车不得利用DRS来进行防守
- 在危险的比赛条件时不能使用（例如雨）

出于安全的考虑，从2013赛季起，车手不能在练习赛和排位赛中随意使用DRS，只允许在指定的DRS区域内使用。作为补偿，国际汽联宣布在每个赛道都会设立一至三个DRS区域。

## 评价
有车手和车迷对一级方程式引入DRS反应不一。有人认为这使近年来F1赛车超车缺乏的问题得以解决，使比赛的观赏性大大增强；但另有人认为这使得超车太容易，前车的车手没有一个平等的机会保持自己的位置，因为规则不允许前车利用DRS进行防守。